# Anthony Elenjimittam
Padre Anthony Elenjimittam (Kundannoor, 22 giugno 1915 – Torino, 5 ottobre 2011) è stato un filosofo, teologo e scrittore indiano, oltre ad essere un sacerdote cattolico appartenente all'ordine dei Domenicani e monaco buddhista conosciuto col nome di Bhikshu Ishabodananda.

Ultimo discepolo del Mahatma Gandhi ha sviluppato il concetto filosofico dell'Advaita-Vedānta inserendolo all'interno di tutte le religioni come "Quintessenza della Religione", continuando la pratica della non-violenza (अहिंसा, Ahimsa).

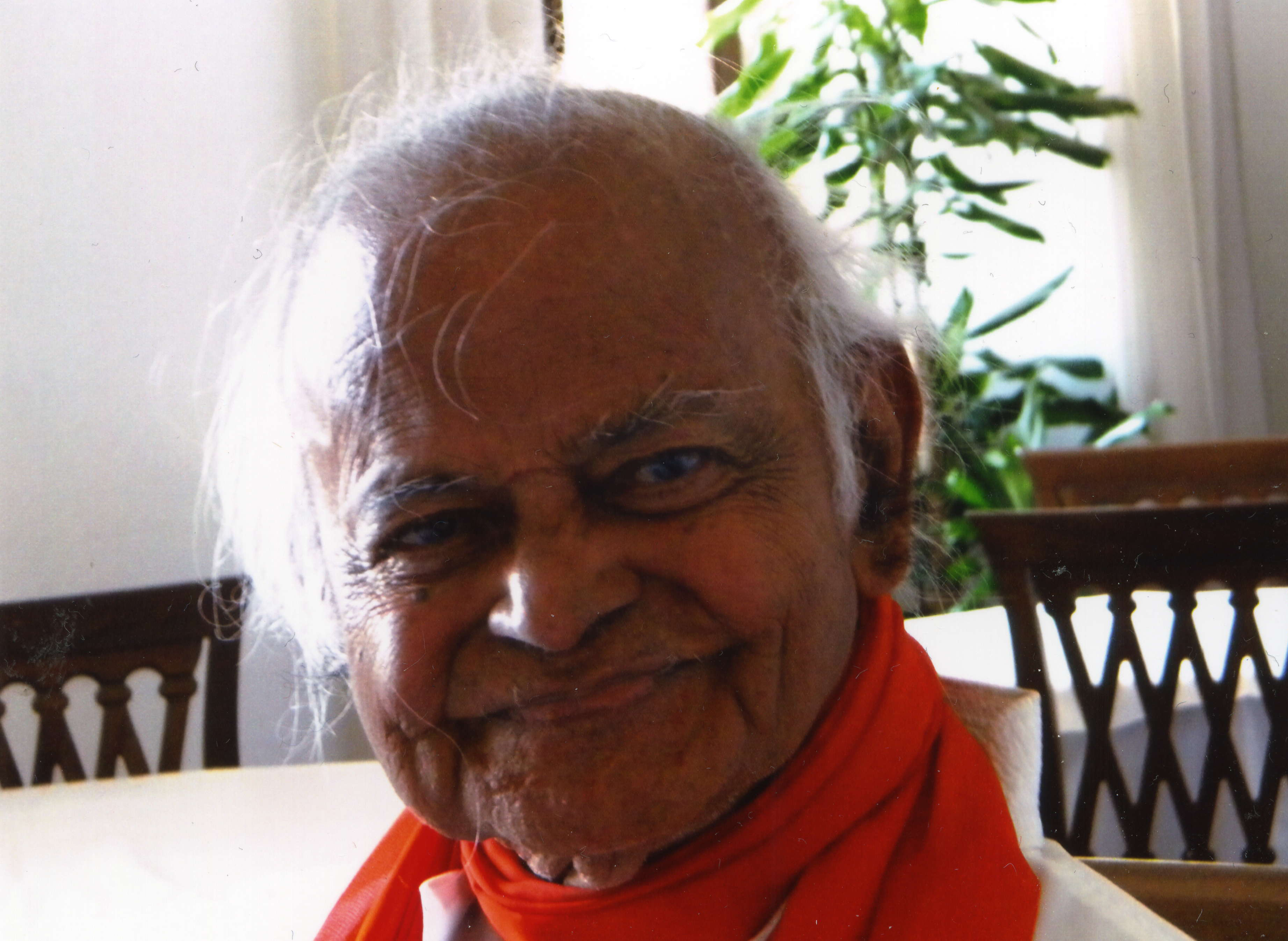
Padre Anthony Elenjimittam, Assisi, 22 giugno 2011

Ha scritto più di cinquanta libri sulla comprensione interreligiosa ed ha tradotto ed interpretato alcuni dei più importanti testi spirituali dell'India.

## Biografia

### Origini familiari
Anthony Elenjimittam nasce da genitori cattolici (Verkey e Rosa) nella cittadina di Kundannoor vicino a Kochin nel Kerala (India meridionale) il 22 giugno 1915; essendo la famiglia di umili origini e non potendo dare una giusta istruzione al figlio Anthony, decide di farlo adottare dallo zio Joseph e dalla moglie che sono nell'impossibilità di avere figli.
Come figlio adottivo di mio zio Joseph vissi con lui e mia zia che chiamavo affettuosamente "Mattepan e Mattemma", che in lingua Malayam significa "Secondo Padre e Seconda madre". [...] Con un po' d'ingegno potei sia per continuare gli studi sia adoperarmi per i miei genitori adottivi e i loro possedimenti. (Ecumenismo Cosmico, 7) 
Data la sua notevole capacità di apprendere e la sua innata agilità mentale, lavora per lo zio come amministratore contabile. Quando lo zio Joseph muore gli lascia in eredità tutti i beni della famiglia, ai quali rinuncia sentendo forte la chiamata verso la ricerca spirituale.

### Studi teologico-filosofici (1931-1941)
Nel 1931, a soli 15 anni decide di entrare al Seminario cattolico di Ernakulam che oltre a dargli una formazione sul Latino e la Filosofia Scolastica, lo avvia alla vita di comunità. Già allora scrive che
L'uomo può costruire il proprio carattere ed il suo stesso futuro seguendo una sana regola di vita, quella stessa regola che pose gli aspiranti di tutti i tempi in accordo con l'armonia ed il ritmo di Madre Natura, dal cui grembo è sorta ogni forma di vita. (Ecumenismo Cosmico, 21)
Prosegue frequentando i Seminari cattolici di Trikakara e di Mangalapuzha ad Alwaye. Nel 1935 entra nell'Ordine dei Domenicani, venendo in Italia ed iniziando il suo noviziato a Pistoia. Dal 1936 al 1941 è studente di Teologia presso l'Angelicum a Roma, avendo acquisito una somma ammirazione per San Alberto Magno, San Tommaso d'Aquino, S. Caterina da Siena, Meister Ekhart, Girolamo Savonarola e Giordano Bruno che facevano tutti parte di quest'Ordine religioso.
Dopo l'ordinazione sacerdotale avvenuta il 23 dicembre 1939 sulla tomba di Santa Caterina da Siena nella Basilica di Santa Maria sopra Minerva a Roma col nome di Padre Antonino, inizia a svolgere il suo apostolato in varie parrocchie tra Roma, Perugia e Teramo.

Viene ordinato sacerdote dal neo consacrato vescovo per l'India Mons. Benedetto Cialeo che così si esprime nell'Omelia, delineando già da allora la Missione di Padre Antonino:
"... tu sei il primo Domenicano Indiano ad essere ordinato in quest'era moderna, dopo secoli di decadimento da quando i Domenicani lasciarono l'India [...]. Il tuo paese possiede una ricca e vasta cultura spirituale che hai ereditato col tuo sangue. Tu hai una missione da compiere in India, ed è quella di trovare un punto di incontro tra la filosofia Tomistica e la nostra teologia con le immense e valide tradizioni spirituali del tuo Paese. So che ami molto S. Tommaso d'Aquino, che fu un pioniere nel tentativo di integrare il Cattolicesimo del Medio-Evo con il pensiero e la filosofia Greca, in particolar modo di Aristotele. (Ecumenismo Cosmico, 71)
Durante gli anni di permanenza nella capitale italiana si dedica anche allo studio del sanscrito, come aveva promesso ai suoi insegnanti del Seminario indiano prima di partire. Per fare ciò si avvale dell'aiuto del più grande orientalista italiano del '900, il prof. Giuseppe Tucci che ha occasione di incontrare all'ISMEO (Istituto Italiano per il Medio ed Estremo Oriente).
Nell'Anno Accademico1940-1941 scrive la sua tesi di Lettorato intitolata " Visione Induista nei confronti della Redenzione".

L'ultimo giorno di permanenza in Italia, prima della partenza per l'India, P. Anthony incontra a Roma i vecchi amici che l'avevano preparato e formato alla sua futura Missione: il prof. Giuseppe Tucci, il sen. Giovanni Gentile allora editore generale dell'Enciclopedia Treccani e Ernesto Bonaiuti noto sacerdote italiano scomunicato per i suoi modernismi, il quale lo lasciò con queste parole:
"Lei ha molto in comune con la filosofia esistenzialista e libertaria di Krishnamurti. Sicuramente lei andrà ben oltre, avendo in sé il bagaglio della cultura Italiana e Cattolica". (Ecumenismo Cosmico, 80)

### Il periodo inglese (1942-1960)
Nel 1942 sente forte il desiderio di ritornare in India, ma con la II guerra mondiale in corso non esistevano navi che facessero un servizio diretto, in quanto l'India era ancora colonia dell'Impero britannico proprio mentre l'Italia era in guerra con l'Inghilterra. Padre Anthony riesce ad ottenere il consenso al rientro in patria da parte del Padre Provinciale dell'Ordine anche perché in quel periodo, in India, tutti i Missionari italiani, tra cui i Domenicani, erano stati internati dal Governo Britannico.
La prima tappa è Lisbona, dove arriva con un volo aereo direttamente da Roma, sperando di prendere un passaggio con una nave cargo diretta a Goa, allora ancora colonia portoghese, o con l'Inghilterra.
Il 1942 è pure l'anno in cui il Mahatma Gandhi assieme ad altri esponenti del Congresso Nazionale Indiano (Indian National Congress) come Jawaharlal Nehru, Maulana Abdul Kalam Azad, Vallabhbhai Jhaverbhai Patel, Sarojini Naidu, ecc. vengono internati o costretti agli arresti domiciliari.
A Lisbona entra in contatto con Subhas Chandra Bose, altro leader della rivoluzione indiana, il quale però considerava valida solo la lotta armata essendosi palesemente alleato e schierato dalla parte delle potenze dell'Asse, che lo invita ad andare in Giappone con l'allettante offerta di poter studiare la filosofia Zen, offerta però declinata.

Con un ben congegnato trucco, il servizio segreto britannico che aveva intercettato alcune lettere inviate da Anthony Elenjimittam al Mahatma Gadhi, lo costringe a salire su una delle navi dirette in Inghilterra, dove appena giunto al porto di Liverpool viene incriminato con:  
"Lei è un nazionalista indiano e un ardente patriota. In questo frangente non possiamo permetterle di ritornare in India. Vogliamo esaminare tutti i suoi scritti, annotazioni, diari e manoscritti contenuti nei suoi bauli e valigie, per assicurarci che lei non sia una spia inviata in Inghilterra dal Governo Italiano...". (Ecumenismo Cosmico, 85)
Viene quindi internato nel London Patriotic School in attesa di una risoluzione da parte dell'Intelligence britannica, che dopo tre mesi gli comunica che sarà trattenuto presso il monastero domenicano di Hawkesyard come un "ribelle e rivoluzionario" dovendo sottostare alle restrizioni del caso. Ma la vita presso il monastero dopo poco tempo comincia a pesare a P. Anthony che chiede ed ottiene da parte del Ministero dell'Interno di poter essere trasferito presso la Casa di Studio annessa al convento Domenicano di Oxford, dove ha l'opportunità di conoscere e frequentare Padre Gervase Mathew e Padre Victor F. White, discepolo di Carl Gustav Jung che lo metteranno in contatto con numerose altre personalità scientifiche a quel tempo presenti presso l'Università di Oxford, nonché del movimento del Brahmo Samaj, di Rabindranath Tagore e del prof. Sarvepalli Radhakrishnan, che diventerà suo intimo amico nel periodo indiano.
Purtroppo però lo spirito innovativo e sempre in movimento di P. Anthony lo porta ancora a viaggiare e il 7 settembre 1943 se ne va dalla Casa conventuale domenicana di Oxford per trasferirsi a Londra, alla Casa dei Giovani Cristiani, dove viene raggiunto dalla notizia che il Manchester College Committee gli aveva conferito una borsa di studio per elaborare una tesi a libero soggetto. Sceglie quindi di sviluppare il lavoro di ricerca presso l'Università di Cambridge, lavoro che avrà il titolo di "Religious Unity of Mankind" sotto la supervisione del Prof. R. F. Rattray, maggior esperto dell'epoca alla Cambridge University. La tesi sarà successivamente pubblicata col titolo "Dharmadvaitham".
Durante l'anno di permanenza a Cambridge (ottobre 1942 - settembre 1943) Padre Anthony si impiega pure presso una fabbrica di materiali ottici, la Unicam Instrument Company, lavorando al mattino e studiando al pomeriggio. Una volta completata la tesi Anthony ritorna a Londra, trovando un nuovo lavoro dapprima presso la Central Film Library, poi come giornalista presso l'United Press (Stampa Riunita Indiana), il quotidiano Kesari di Poona e l'Inquirer di Londra sul quale pubblico il suo primo articolo "Musing from The London Bridge".
La vita londinese gli permette di ampliare ulteriormente le sue conoscenze, avvicinandosi al Vedanta Movement diretto allora da Swami Avvyaktananda, al Ramakrishna-Vivekananda Movement, alla Theosophical Society, al Buddhismo del monaco birmano Bhikshu Tittila. Nello stesso anno inizia una corrispondenza col Mahatma Gandhi che conoscerà però solamente l'anno seguente in India.
Rimane memorabile l'intervista fatta al primo ministro Winston Churchill durante la campagna elettorale del 1945 al Walthemstow Stadium di Londra.
Nell'ottobre 1945 finalmente il Segretario di Stato consegna un nuovo passaporto ad Anthony Elenjimittam che può così tornare nel suo paese natio.

### Il periodo indiano (1945-1974)
In India continua ad essere tenuto sott'occhio dal Servizio Segreto Britannico che lo aveva inquadrato come "ardente nazionalista" e inoltre la chiesa cattolica lo vede come un "eretico" per le sue idee innovative in campo spirituale.
Poco tempo dopo entra a far parte attiva del Sadhran Brahmo Samaj, movimento molto vicino alle sue idee filosofiche fondato da Raja Ram Mohan Roy (1772-1833) giustamente chiamato il "Padre dell'India moderna".
Diventa redattore capo de The Indian Messenger, settimanale di lingua inglese legato alle idee del Brahmo Samaj, incarico che terrà dal 1945 al 1948.
Nel 1946 e 1947 vive a Shantiniketan con l'amico S.K. George molto vicino al Mahatma Gandhi al quale aveva dedicato la tesi dal titolo Mahatma Gandhi, una sfida al cristianesimo.

In questi anni incontra per la prima volta al Shodpur Ashram il Mahatma Gandhi che lo impressionò profondamente 
"perché vidi in lui la copia autentica di Gesù Cristo, Socrate e Abramo Lincoln, tutti e tre fusi in lui circondato dall'aureola di un San Francesco d'Assisi." (Ecumenismo Cosmico, 116)
Lo stesso Mahatma Gandhi, rispondendo alla domanda sull'insoddisfazione di P. Anthony rispetto al Brahmo Samaj dice: 
"Se persino la più grande organizzazione come la Chiesa Cattolica non ti soddisfa, ciò significa che entro pochi mesi ti troverai disilluso anche dal Brahmo Samaj, poiché la tua ricerca della Verità è intensa e sincera. [...] Il Brahmo Samaj è oggi una cosa che appartiene al passato, mentre la Ramakrishna Mission sta facendo un grande lavoro. [...] Potrai venire al Sevagram a Warda quando sarò lì, così avremo più tempo per parlare. (Ecumenismo Cosmico, 116-117)
Nel 1946 incontra a Calcutta Maulana Abdul Kalam Azad, che diverrà di li a poco Ministro dell'Istruzione del Primo Congresso del Governo a New Delhi. Abdul Kalam Azad lo sprona a continuare i suoi studi approfondendo gli aspetti mistici di tutte le religioni e particolarmente del Sufismo Islamico, del Vedānta, dello Yoga, dell'Induismo, le scuole Bhakti, Meister Eckhart, S. Giovanni della Croce ed altri mistici del Cristianesimo, lo spirito di S. Francesco d'Assisi, i grandi ed antichi padri del deserto, lo Zen, il Taoismo, ecc. per l'unità del mondo.
A Calcutta diviene coredattore del quotidiano di lingua inglese The Eastern Express Daily. La sua attività nel contempo gli permette di viaggiare attraverso l'India e di conoscere meglio il popolo, i personaggi e i movimenti che in quegli anni infiammavano il subcontinente indiano.
Nel 1947, dopo l'indipendenza dell'India e la separazione tra Bhārat (a maggioranza induista) e Pakistan (a maggioranza mussulmana) si dedica assieme al Congresso Nazionale Indiano della Gioventù al soccorso ed all'aiuto dei profughi. Di quegli anni è l'incontro con suor Teresa, quella suora albanese che diverrà Santa Madre Teresa di Calcutta, al convento Loreto a Chowringhee.
Frequenta successivamente ed approfondisce il messaggio di Swami Vivekananda fondatore del Ramakrishna Movement, la Mahabhodi Society di orientamento buddhista, ad Almora la santa induista Ananda Moy Ma, il Tantrismo tibetano dove assieme a Lama Ping legge e confronta il Libro dei Precetti d'Oro con la traduzione inglese (The Voice of Silence) effettuata dalla teosofa H.P. Blavatski.
Nel 1949 riceve la vestizione buddhista col nome di Bhikshu Ishabodananda il cui significato è "Monaco mendicante la cui Beatitudine è Isha Bhod (Gesù e Buddha)". Nel 1951 arriva a Bombay dove lavora come direttore all'Istituto di Ricerca di Filosofia Orientale della fondazione R.L. Trust, continuando comunque a tenere conferenze alla Ramakrishna Mission, alla Società Teosofica, al Movimento Bahai, al Vihara Bahujana Buddhista ed altri.
Al momento della pubblicazione del suo quarto libro (Philosophy and Action of R.S.S.) trova il muro del cattolicesimo romano impersonato dall'Arciverscovo di Bombay Valerian Gracias che fa bruciare i 4.000 libri stampati tramite l'Examiner Press in quanto ritenuti poco ortodossi se scritti da un Padre Domenicano.
L'anno seguente, il vescovo molto più diplomaticamente propone a Padre Anthony di rientrare nella sfera cattolica disponendo per lui l'alloggio presso la silenziosa Retreat House a Bandra gestita dai Padri Gesuiti, dove avrebbe potuto continuare le sue ricerche e studi con tutta la tranquillità del luogo. Anthony accetta l'offerta e si trasferisce a Bandra il giorno 2 settembre 1952. Solo pochi mesi dopo, nel gennaio 1953 Valerian Gracias verrà elevato al soglio cardinalizio da Papa Pio XII. Questo fatto pone l'allora arcivescovo di Bombay a rimanere su posizioni molto caute rispetto al conciliare la posizione di P. Anthony con le Verità che andava proclamando e che solo apparentemente contraddicevano i dogmi cristiano-cattolici. L'appianamento del caso "Padre Anthony eretico" si concluderà appena nel maggio 1955 col riconoscimento del suo ministero sacerdotale e prendendo servizio come aiuto Parroco a Worli nella Chiesa del Sacro Cuore, mantenendo però l'abitazione alla Reteat House di Bandra e spostandosi con la bicicletta da un posto all'altro. In quel lasso di tempo, obbligato a non scrivere più ulteriori libri o articoli, si dedica alla conoscenza dello "spiritismo" e della "naturopatia". In questo periodo di attesa sono da situare temporalmente gran parte degli scritti sia in prosa che in poesia che verranno pubblicati molti anni più tardi col titolo The Psalms of a Solitary Sailor (Salmi di un marinaio solitario). Solo quattro mesi dopo l'anziano parroco deve lasciare il posto per infermità e P. Anthony viene nominato Parroco Incaricato. Nel giugno 1957 riesce a liberarsi dall'incarico di Parroco, per dedicarsi al suo lavoro di missionario ed educatore.

#### La nascita della St. Catherine of Siena School
Il 17 novembre 1957 raccoglie i primi sedici bambini poveri ed orfani per dare loro un'educazione minima di base, iniziando la scuola sotto ad un albero di un appezzamento donato dalla sig.ra Stella Curzai a Mount Mary's Hill a Bandra. In meno di una settimana i bambini saliranno a 78 ed alcune persone (Thelma Curzai e Adelaide Vanderhide) vanno ad aiutare il neo-maestro nel suo arduo compito di insegnare ai bambini indigenti, come lo stesso Mahatma Gandhi aveva previsto di dare a tutti l'Istruzione Base. A Natale dello stesso anno il numero intanto è salito a 132. La scuola viene intitolata alla Santa Caterina da Siena per i bambini bisognosi.
"La scuola fu chiusa il 30 aprile per le vacanze estive, dopo che fu celebrata la festa di S. Caterina da Siena quale giorno dedicato alla nostra patrona, e si annunciò inoltre la sua riapertura il primo lunedì di giugno 1958. Ma dove? Le piogge monsoniche sarebbero cominciate verso la seconda settimana di giugno..." (Ecumenismo Cosmico, 209).
La sede della scuola viene trasferita presso una tettoia presa in affitto a Mount Mary's Hill, situata molto vicino alla Retreat House residenza di P. Anthony. La scuola però doveva avere un ideale differente dalle altre scuole cattoliche:
"Era per me anche un dovere indurre gli insegnanti a comprendere i profondi ideali educativi dei più grandi uomini dell'India e d'oltre Oceano, così da far mettere in pratica l'istruzione fondamentale ideata da Mahatma Gandhi, Rabindranath Tagore, Swami Vivekananda e altri. [...] Perciò ricadde sulle mie spalle una doppia responsabilità, cioè insegnare ai bambini affidati alle nostre cure e istruire pure gli insegnanti [...] in modo che potessero avere una più ampia visuale circa l'istruzione, una sincera simpatia verso le altre religioni ed un profondo senso di sacrificio ed amore che poteva rendere remunerativo il loro lavoro, non solo economicamente, ma anche eticamente e spiritualmente." (Ecumenismo Cosmico, 210-211)
I passi successivi vedranno il dono dei terreni adiacenti alla tettoia di proprietà della Mount Mary's Hill Church per dare spazio alla scuola, la posa della prima pietra della Aquinas Hall il 1º giugno 1961 da parte del Governatore di Bombay Sri Prakasa, con inaugurazione dell'edificio di tre piani da parte del Primo Ministro del Maharashtra Sri Vasanta P. Naik nel luglio 1965. Nel 1961 nasce anche la Welfare Society for Destitute Children (Opera di soccorso per i bambini bisognosi), che oltre alla scuola-orfanotrofio di Santa Caterina da Siena a Bombay, sostiene attualmente una scuola professionale per tecnici informatici a Kochin nel Kerala.

### Il periodo italiano (1975-2011)
Nel mese di aprile 1962 ritorna in Europa, facendo tappa sia in Italia che in Francia, Belgio, Svizzera e Inghilterra, tenendo conferenze, predicando nelle chiese e conducendo circoli di studio sugli ideali evangelici della fratellanza e cittadinanza mondiale.

Il 22 giugno 1962, su interessamento del Card. Michael Browne, incontra in un'udienza privata Papa Giovanni XXIII, ottenendo il sostegno della più alta autorità della Chiesa per la sua Missione in India e all'estero. 
[...] Ecco un Papa che si accompagnava ad ogni uomo di buona volontà per "cercare ciò che unisce e dimenticare ciò che divide". Ecco un Papa che aveva respirato la brezza orientale dei Sufi, Dervisci e mistici della Turchia, Bulgaria ed aveva ricevuto visite da Indiani e Cinesi, orientando così se stesso verso le tradizioni mistiche ed esoteriche dell'umanità. (Ecumenismo Cosmico, 224-225)
Papa Giovanni XXIII lo saluta con
"L'opera che lei compie per i bambini bisognosi di Bombay è veramente opera del signore. Voglio aiutarla con una donazione e benedire lei e tutti coloro che collaborano alla sua opera. Se lei lo desidera posso chiamare il Cardinale Gracias e nominarla suo ausiliario in modo che a suo tempo, lei potrà scambiare la sua straordinaria esperienza con l'Arcidiocesi di Bombay o qualsiasi altra diocesi lei desideri. La sua esperienza con gli Indù, i Buddhisti, il Mahatma Gandhi ed il nuovo mondo che lei ha conosciuto, è veramente rara e può aiutarci tutti. Lei ha tutto il mio amore e la mia benedizione per l'opera che sta svolgendo." (Ecumenismo Cosmico, 225)
Padre Anthony però rinuncia alla carica di Vescovo per poter continuare in modo libero la sua Missione. Nel 1972 viene inaugurata la seconda costruzione sede della scuola di Bombay col nome di Sadhana Hall, potendo così ospitare 250 bambini. Padre Anthony inizia a viaggiare rimanendo sei mesi in India e sei mesi in Italia per evangelizzare sempre nuove persone verso questo nuovo modo di intendere il messaggio Divino.
Nei primi anni '70 incontra durante le sue peregrinazioni, a Vittorio Veneto, l'allora Patriarca di Venezia card. Albino Luciani, che diverrà Papa Giovanni Paolo I. Il colloquio tra i due verte sulle religioni orientali e si conclude allo stesso modo di quello avuto con Papa Roncalli... uno sprone a continuare nell'opera di conoscenza delle varie religioni, perché tutte, tutti i sentieri portano a Dio.
Nascono in Italia i primi centri di Meditazione a Trieste, a Torino Leumann, e ad Assisi dove P. Anthony si stabilisce in modo definitivo a partire dall'inizio degli anni '80 invitato dal dott. Ezio Mancini direttore della Mavitur della stessa città umbra.
Nel 2000 fonda assieme ad uno sparuto numero di amici la Sat Chit Ananda Mission (Missione Sat Cit Ananda) con lo scopo di divulgare il messaggio di unità fra le religioni, seguendo i principi di Papa Roncalli riassunti in "Cercate ciò che unisce, non ciò che divide", promuovendo lo studio dei testi sacri del Cristianesimo, del Buddhismo, dell'Ebraismo, dell'Islam, dell'Induismo yogico, del Taoismo, della Filosofia Greca, dello Zen e del Zoroastrismo.
Nel 2010 fonda l'Associazione Sat Cit Ananda Edizioni per far pubblicare e distribuire in Italia e all'estero le sue opere, alle quali si aggiungono numerosi video delle conferenze, dei seminari e delle meditazioni.
Durante un ciclo di conferenze in Piemonte, a Torino, nella notte fra il 4 e il 5 ottobre 2011 lascia il suo corpo esanime, corpo che lui stesso definiva come "una giacchetta, un cappotto, che una volta usurato si deve togliere, per poi vestirci con uno nuovo".

## Pensiero - Ecumenismo Cosmico
Figlio di Madre India nonostante la sua educazione teologico-filosofica occidentale, per mezzo della sua esperienza di vita si rende conto che
Di certo Madre India è un grande mosaico e la culla della cultura Indo-Ariana, di quella Vedica e Buddhisa, della civiltà Dravidica, dell'eredità Mussulmana e Moghul, della cultura Britannica, Iraniana ed Europea, degli ideali Sakha e Mongoli, tutti riuniti e fusi in una sola famiglia vivente composta da numerose nazioni, popoli e culture. (Ecumenismo Cosmico, 168)
L'unica Realtà è l'Uno senza un secondo, tutto il creato non è altro che la manifestazione dell'Assoluto nei suoi infiniti nomi e forme "nāma" e "rūpa" dal sanscrito.

Il suo pensiero si fonda sull'assoluta uguaglianza tra la filosofia orientale e quella occidentale, a partire dalla filosofia indo-vedica, a quella greca, fino al pensiero occidentale legato al cristianesimo. Ciò che cambia è il linguaggio, le parole che vengono utilizzate, ma permane una similitudine di fondo che si può riassumere nelle parole evangeliche di Gesù "Io e mio Padre siamo Uno". 
Nella vita di ognuno di noi esiste un momento nel quale dovremo decidere se salire verso un futuro migliore in questa vita e nella prossima, oppure discendere un gradino, quel fatale gradino che ci terrà legati alla vita biologica, immersi nell'oceano del saṃsāra ed incatenati alla ruota di inesauribili nascite e morti, mentre invece, grazie al magico tocco della Santa Gnosi o Aghia Sophia, l'uomo potrebbe liberarsi dal potere velante di Māyā, la Grande Illusione Cosmica nella quale si sente imprigionato per tutto il tempo in cui rimane nelle spire dell'Avidya o ignoranza spirituale. È quest'ignoranza che ci fa accettare e ricercare ciò che è evanescente come se fosse Permanente, ciò che è illusorio come Reale, ciò che è piacevole come fosse Beatitudine e ciò che infine è causa di morte come fosse elargitore di Vita. Dobbiamo instillare nei plasmabili cuori della nostra gioventù la conoscenza sperimentale di Dio come il Sé entro di noi, l'Ātman Immanente in tutte le creature, come Dio interiore, trascendendo il nostro sé individuale, il Brahman Onnipervadente, il quale è la Causa, la Causa Incausata, l'Origine, il Mezzo ed anche il Fine dell'intero universo. Questa conoscenza non può essere ottenuta attraverso una teologia dogmatica o pratiche liturgiche popolari appartenenti alle varie istituzioni religiose Cristiane, Indù, Mussulmane o di qualsiasi altra religione. Essa può sorgere solo grazie alla visione, Darśana, di quei Maestri e Guide che hanno conosciuto e realizzato Dio tramite l'esperienza diretta, e che possono quindi indicare la strada, quasi sempre oscura, a tutti i pellegrini del mondo, inviati su questa terra per acquistare quella Saggezza che ci emancipa ed illumina, Saggezza che è il coronamento di anni di studio, intenso lavoro, abbandono, riflessione, meditazione e preghiera accorata. (Ecumenismo Cosmico, 27-28)

Mandala degli 8 Sentieri

Per far comprendere in modo semplice e immediato l'unità dei sentieri filosofico religiosi, fa utilizzare il cosiddetto "Mandala degli otto sentieri" creato negli anni '30 da J.B. Sparks e rielaborato in lingua inglese ed italiana. Sulla circonferenza più esterna possiamo trovare le varie discipline scientifico-filosofiche che possono aiutare l'allievo alla Ricerca del Sé. Otto sono i cammini principali, ma altri possono venir cercati e sviluppati come lo stesso P. Anthony cerca di stimolare. Il cerchio centrale rappresenta il Sat Chit Ananda, l'Essere Consapevolezza Beatitudine, l'Ens Verum Bonum, al centro del quale, inscritto in un triangolo il simbolo della sillaba sacra AUM, rappresentante i quattro stati della mente e al cui centro il piccolo punto simboleggia il Sé che tutto rende Uno, "Uno senza secondo". 

## Opere in lingua inglese
- The Hero of Hindustan (On Subhas Chandra Bose), Orient Book Company, Calcutta, 1946.
- The Poet of Hindustan - Foreword by Dr. S. Radhakrisnan, Orient Bokk Company, Calcutta, 1947.
- Hindustan Hamara - Our India, Orient Bokk Company, Calcutta, 1948.
- Philosophy and Action of R.S.S., for the Hind Swaraj, Luxmi Publications, Bombay, 1951.
- Saint for the Young Men of Today, St. Paul Publications, Allaahabad.
- National Songs and International Hymns, Aquinas Publications, Bombay.
- St. Francis of Assisi, the Bhakti Yogin, Aquinas Publications, Bombay.
- The Voice of Silence, Aquinas Publications, Bombay.
- Monasticism, Christian and Hindu-Buddhist, Aquinas Publications, Bombay.
- The Dhammapada, Aquinas Publications, Bombay.
- Buddha's Teachings, Aquinas Publications, Bombay.
- Saint for the Young Women of Today, St. Paul Publications, Allahabad.
- The Philosophy of Yoga Patanjali, Aquinas Publications, Bombay.
- Cosmic Ecumenism, Autobiography of an Indian Dominican Monk, Aquinas Publications, Bombay.
- Tao Te King of Lao Tse, Aquinas Publications, Bombay.
- The Upanishads, Aquinas Publications, Bombay, 1977.
- Vedantic Gnosis for Blessedness, Aquinas Publications, Bombay.
- Mahatma Gandhi and St. Francis of Assisi, Aquinas Publications, Bombay.
- The Psalms of a Solitary Sailor, Aquinas Publications, Bombay, 1980.
- Interreligious Understanding, Aquinas Publications, Mumbai, 1982.
- The Bhagavad Geeta, Aquinas Publications, Bombay, 1982.
- Thoughts for Daily Meditation, Aquinas Publications, Bombay, 1983.
- Meditation for Self-Realization, Aquinas Publications, Bombay, 1990.
- Dharmadvaitham part 1 and 2, K.V. Krishnamoorthy, Bombay, 1992.
- Dharmadvaitham part 3, K.V. Krishnamoorthy, Bombay, 1993.
- Mind Training for Self-realization, Sat Cit Ananda Edizioni, Assisi, 2010.

## Opere in lingua italiana
- La Bhagavad Gita, Mursia, Milano, 1987.
- Meditazione per la realizzazione del Sé, Mursia, Milano, 1990.
- La Quintessenza delle religioni, Verdechiaro Edizioni, Modena, 2000.
- Dalle religioni politicizzate alle religioni autorealizzanti, Verdechiaro Edizioni, Modena, 2002.
- La Filosofia Yoga di Patanjali, Sat Cit Ananda Edizioni, Assisi, 2005.
- Upanishad - Isa, Katha, Mundaka, Mandukya, Sat Cit Ananda Edizioni, Assisi, 2007.
- Dialogando con l'Eterno, Sat Cit Ananda Edizioni, Assisi, 2010.
- Controllo della mente per l'Autorealizzazione, Sat Cit Ananda Edizioni, Assisi, 2010.
- Gnosi Vedantica, Sat Cit Ananda Edizioni, Assisi 2010.
- Sublimazione del sesso, Sat Cit Ananda Edizioni, Assisi 2010.
- Yoga Vashista Sara, Sat Cit Ananda Edizioni, Assisi 2010.
- Il Vangelo della Purezza, Sat Cit Ananda Edizioni, Assisi 2010.
- Mahatma Gandhi, Sat Cit Ananda Edizioni, Assisi 2010.
- Perfezione Spirituale, Sat Cit Ananda Edizioni, Assisi 2010.
- Vedanta per tutti, Sat Cit Ananda Edizioni, Assisi 2010.
- Ecumenismo Cosmico, Sat Cit Ananda Edizioni, Assisi 2010.
- Pensieri per la Meditazione giornaliera, Sat Cit Ananda Edizioni, Assisi 2010.
- I Salmi di un marinaio solitario, Sat Cit Ananda Edizioni, Assisi 2010.
- I Santi per i giovani d'oggi, Sat Cit Ananda Edizioni, Assisi 2010.
- Le Sante per le giovani d'oggi, Sat Cit Ananda Edizioni, Assisi 2010.
- La Religione delle religioni, Sat Cit Ananda Edizioni, Assisi 2010.
- Saggezza liberatrice, Sat Cit Ananda Edizioni, Assisi 2010.
- Bhagavad Gita poema divino e Filosofia esoterica dell'India, Sat Cit Ananda Edizioni, Assisi 2010.
- Psicologia dell'Autorealizzazione, Sat Cit Ananda Edizioni, Assisi, 2011.

## Opere in lingua spagnola
- Dialogando con el Eterno, Sat Cit Ananda Edizioni, Assisi, 2010.